# Ardisia capitellata
Ardisia capitellata är en viveväxtart som beskrevs av C.L. Lundell. Ardisia capitellata ingår i släktet Ardisia och familjen viveväxter. Inga underarter finns listade i Catalogue of Life.